# Trezzini (Adelsgeschlecht)
Trezzini ist der Name einer italienischsprachigen adligen Familie aus Astano im Schweizer Kanton Tessin. Aus ihr gingen mehrere Architekten hervor, deren Bauten vor allem im Russland des 18. Jahrhunderts erwähnenswert sind. Die Identität einiger Mitglieder der Familie ist allerdings bisher nicht eindeutig geklärt.
- Domenico Andrea Trezzini (1670–1734) hat sich als erster Architekt aus dem Tessin in Russland niedergelassen und in Sankt Petersburg unter Zar Peter I. herausragende Barockbauten geschaffen.[3]
  - Pietro Antonio Trezzini (1710, Astano – 1734, Astano) war einer der Söhne von Domenico Trezzini.
  - Matteo Trezzini (nach 1710 – nach 1750) war ein weiterer Sohn von Domenico Trezzini.
  - Carlo Giuseppe Trezzini (1697, Astano – 1768, Sankt Petersburg) war der Schwiegersohn von Domenico Trezzini und mit dessen Tochter Maria Lucia Tomasina Trezzini verheiratet.[4]
- Pietro Antonio Trezzini (1692–vor 1770), ebenfalls Architekt, hat mit Domenico Trezzini in St. Petersburg zusammengearbeitet und ist mit ihm verwandt.
- Giuseppe Trezzini (* 1832 in Astano; † 1885 in Lugano) war ebenfalls Architekt in Sankt Petersburg.